# Nele Jung
Nele Jung (* 8. April 1984 in Dresden) ist eine deutsche Schauspielerin.

## Leben
Jung wurde nach dem Abschluss der Realschule im Jahr 2001 bereits als Siebzehnjährige zum Schauspielstudium an der Hochschule für Musik und Theater „Felix Mendelssohn Bartholdy“ Leipzig zugelassen. Nach der theoretischen Ausbildung in Leipzig folgte ab 2003 die praktische Ausbildung als Mitglied des Schauspielstudios des Staatsschauspiels Dresden. Noch vor dem Studienabschluss bekam sie 2004 ihr erstes Engagement am Staatsschauspiel Dresden und wurde 2005 festes Ensemblemitglied.
Jung war in Inszenierungen am Staatsschauspiel Dresden mehrfach in Hauptrollen zu sehen. Seit 2009 gehört sie zum Ensemble des Hans Otto Theaters Potsdam.

## Rollen (Auswahl)
- 2005: Die Physiker, Rolle: Monika Stettler – Staatsschauspiel Dresden
- 2008: Watte, Rolle: Harriet – Staatsschauspiel Dresden
- 2008: Maria Magdalena, Rolle: Klara – Staatsschauspiel Dresden
- 2009: Macbeth, Rolle: Lady Macbeth – Hans Otto Theater Potsdam

## Filmografie
- 2007: GG 19 – Deutschland in 19 Artikeln